# لواء باران
لواء باران (بالعبرية: חטיבת פארן، حطيفات باران) أو اللواء 512، هو لواء مشاة إقليمي نظامي في الجيش الإسرائيلي، يتبع الفرقة 80، في القيادة الجنوبية المسؤولة عن الجبهة مع مصر. تأسس لواء باران من خلال إعادة تشكيل لواء ساغي ويقع مقره في كتسيعوت. أخذ اللواء اسمه من ناحال باران (وادي الجرافي).

## تاريخه
تأسست اللواء في 28 نوفمبر 2018. محل لواء ساغي الإقليمي الذي كان مسؤولاً عن النقب الغربي والحدود المصرية، وجرى حله. انتقلت كتائب الاحتياط في لواء ساغي إلى لواء يوآف وفرقة غزة، فيما بقيت الكتائب النظامية في لواء باران. أُلحق على لواء باران عند تأسيسه كتيبة كراكال وكتيبة الفهد، وهي كتائب مشاة حدودية نظامية مختلطة.
قُتل ثلاثة من مقاتلي اللواء في 3 يونيو 2023، خلال هجوم إطلاق نار على الحدود الإسرائيلية المصرية. اتُخذت إجراءات قيادية بحق قائد الفرقة وقائد كتيبة الفهد عقب التحقيق في الحادثة، كما أٌقيل قائد اللواء عيدو سعد من منصبه.
وصلت حوالي 7 دبابات من اللواء خلال عملية طوفان الأقصى، في 7 أكتوبر 2023، للمساعدة في مواجهة المسلحين الفلسطينين من منطقة نيتسانا.

## تشكيله
يضم لواء باران ويدمج في تشكيل واحد كتائب كراكال المختلطة (ذكور وإناث)، وأسود الأردن، والفهد، وبردلاس، التي تخدم بالفعل ضمن الفرقة 80. يعتبر لواء باران فريد من نوعه مقارنة ببقية فرق الجيش الإسرائيلي باعتباره لواء إقليمياً ومنتظماً على غرار لواء البقاع في غور الأردن.

## مهمة اللواء

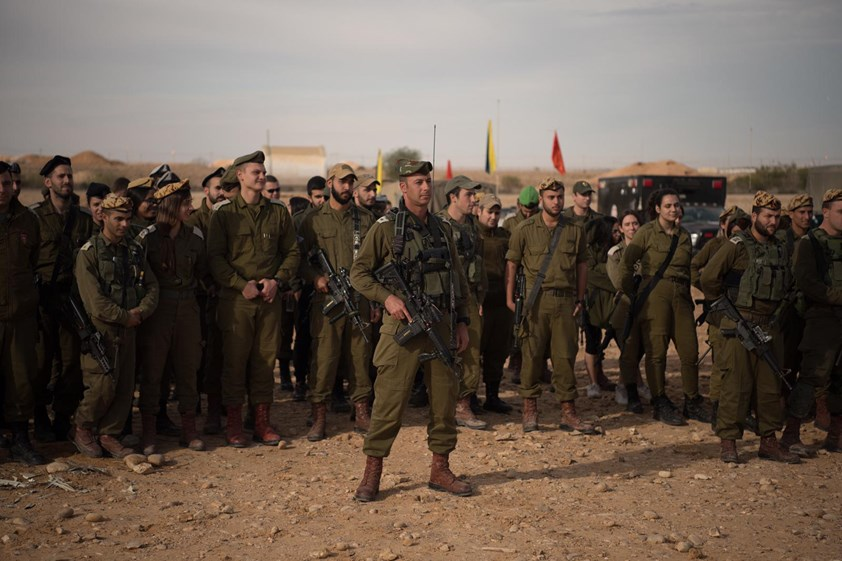
أفراد من لواء باران

تنقسم مهمة لواء باران إلى شقين: مراقبة الحدود والدفاع عنها، والتدريب الداخلي للقوات المكلفة. وتمتد حماية الحدود الإسرائيلية المصرية من إيلات إلى حولوت حالوتسا مع سيناء المصرية، ولا سيما المنطقة الممتدة من نيتسانا [الإنجليزية]، بحسب أندريا سبادا.

## الشارة والزي
يرتدي جنود اللواء القبعات المرقطة ذات الألوان الصفراء والخضراء والبنية لقوة دفاع الحدود، ويرتدون أحذية حمراء وشعار مصمم حديثاً على أكتافهم.

## تشكيل اللواء في 2023
- اللواء 512 «باران»
  - كتيبة كراكال المختلطة
  - كتيبة أسود الأردن
  - كتيبة الفهد
  - كتيبة بردلاس